# Daniel Corach
Daniel Corach ( * 1955) es un biólogo y genetista argentino creador y Director del Servicio de Huellas Digitales Genéticas (SHDG) (1991-actualidad) de la Universidad de Buenos Aires (UBA).

## Biografía
En 1980 obtuvo el título de Licenciado en Ciencias Biológicas en la Facultad de Ciencias Exactas y Naturales de la Universidad de Buenos Aires (UBA). En 1987 obtuvo su doctorado en Ciencias Naturales, siendo el tema de su tesis doctoral Caracterización del ADN de dos especies de Calomys (Rodentia, Cricetidae).
Fue designado Profesor Asociado Regular de la Cátedra de Genética y Biología Molecular de la Facultad de Farmacia y Bioquímica de la UBA, y es Investigador Principal del CONICET. 
En 1991 creó y dirige desde entonces el Servicio de Huellas Digitales Genéticas (SHDG) de la UBA, primera institución argentina dedicada a la Biología Molecular Forense, de gran reputación internacional, que ha actuado en más de 12.000 causas tanto civiles como penales, entre ellas los atentado a la Embajada de Israel y a la AMIA, el accidente de aviación de LAPA, el suicidio de Alfredo Yabrán, el accidente del avión de SOL, y el caso de las turistas francesas en Salta, entre otros.
Es autor de numerosos trabajos científicos, en particular sobre genética de poblaciones y se ha destacado también por formar una importante camada de jóvenes investigadores.
Entre las investigaciones realizadas por Corach se destaca la que tuvo como objeto determinar la cantidad de personas con antepasados indígenas en la población argentina, que concluyó que un 60% de la población tiene al menos un antepasado amerindio.

## Premios
En 2013 recibió el Premio Konex  de Platino de Ciencia y Tecnología como la personalidad más destacada en la disciplina Genética y Genómica.
En 2003 recibió el Premio Bernardo Houssay como investigador consolidado.